# Chenin blanc
Chenin blanc er en druesort fra det vestlige Frankrig. Druen er formentlig verdens mest alsidige druesort. Den anvendes til bordvin, men kan også give bedre hvidvine.

## Californien
I Californien dyrkes Chenin blanc hovedsagelig i Central Valley. Druen bruges mest til at give syre i blandinger med chardonnay. Mange steder produceres kraftige vine alene på chenin blanc.
| Mad og drikke | Spire Denne artikel om mad og drikke er en spire som bør udbygges. Du er velkommen til at hjælpe Wikipedia ved at udvide den. |